# José Belbiure Serrano
José Belbiure Serrano (Zaragoza, 27 de abril de 1893-ib., 18 de septiembre de 1951) fue un escultor aragonés.

## Biografía
Formado en la Escuela de Artes y Oficios de Zaragoza y en la Escuela de Artes y Oficios de Madrid, amplió sus estudios en París, trabajando sobre todo en el terreno de la soldadura, aplicando las novedades de esta técnica al campo de la forja artística, que fue su especialidad artística. Hizo algunos trabajos de pequeña escala —por cuenta propia—, y también por encargo del Concejo municipal de Zaragoza un busto de Alejandro Lerroux y una alegoría de la Segunda República Española que fueron destruidos durante el franquismo. Desde mediados de la década de 1940 fue profesor en la Escuela de Artes y Oficios de Zaragoza.

## Exposiciones
En junio de 1935 presentó al menos una escultura en la Exposición Nacional de la Asociación de Pintores y Escultores. La muestra se dispuso en el Palacio de Cristal del Retiro en Madrid.